# Nhập bào

The different types of endocytosis

Nhập bào (endocytosis; endo có nghĩa là bên trong) là quá trình ngược với quá trình xuất bào (exocytosis), xảy ra khi tế bào thu nhận các đại phân tử.

## Quá trình
Quá trình nhập bào bao gồm hai bước:
1. Sự tạo thành các bóng màng hay bóng không bào chứa các đại phân tử. Trong bước này, các đại phân tử lọt vào bên trong màng nguyên sinh chất của các bóng không bào và được bao kín lại. Các đại phân tử bám lên màng sinh chất, theo một cơ chế đặc biệt màng sinh chất ở vị trí đó lãm lại bao kín lấy các đại phân tử và tạo nên các bóng nhập bào hay bóng màng.
2. Bóng màng tách khỏi màng nguyên sinh chất và đi vào bên trong tế bàn trong) là quá trình ngược với quá trình xuất bào, xảy ra khi tế bào thu nhận các đại phân tử.

## Các dạng

### Thực bào
Thực bào là một dạng của nhập bào liên quan đến sự nhập bào của các hạt lớn hoặc tế bào. Thực bào cho phép các tế bào miễn dịch, như đại thực bào loại bỏ vi khuẩn, tế bào ung thư, tế bào nhiễm virus hoặc các chất có hại khác. Đó cũng là quá trình mà các sinh vật như amip có được thực phẩm từ môi trường của chúng. 

### Pinocytosis
Pinocytosis là một dạng của nhập bào liên quan đến việc uống. Các chất lỏng và các chất dinh dưỡng hòa tan được đưa vào tế bào bằng quá trình Pinocytosis. Các bước cơ bản của quá trình nhập bào được sử dụng trong Pinocytosis để nội hóa các túi và vận chuyển các hạt và dịch ngoại bào vào bên trong tế bào. Khi ở bên trong tế bào, các túi có thể hợp nhất với lysosome. Các enzyme tiêu hóa từ lysosome sẽ làm suy yếu túi và giải phóng các chất bên trong túi vào tế bào chất để tế bào sử dụng.